# Ilobasco
Ilobasco est  municipalité du département de Cabañas au Salvador. Elle compte 64 249 habitants[réf. nécessaire]. Elle est très réputée pour ses fabriques de miniatures et son artisanat[réf. nécessaire].